# Pseudomesauletes ater
Pseudomesauletes ater is een keversoort uit de familie Rhynchitidae. De wetenschappelijke naam van de soort is voor het eerst geldig gepubliceerd in 1876 door LeConte.